# هنك كرول
هنك كرول (مواليد 1 أبريل 1950 بمدينة تيلبورغ)، هو سياسي هولندي قاد حزب حزب 50 زائد.

## روابط خارجية
- هنك كرول على موقع IMDb (الإنجليزية)
- هنك كرول على موقع ميوزك برينز (الإنجليزية)